# Choulou
Choulou (griechisch Χούλου, türkisch Hulu) ist eine Gemeinde im Bezirk Paphos in der Republik Zypern. Bei der Volkszählung im Jahr 2021 hatte sie 120 Einwohner.

## Name
Es gibt verschiedene Versionen zur Herkunft des Ortsnamens. Eine Version besagt, dass der Name von dem aus Syrien stammten Gründer und ersten Siedler kommt. Es wird gesagt, dass der Name Houlio der Titel war, der den Beamten der Bektaschi-Gilde der Derwische von Syrien einbrachte. Die andere Version besagt, dass der Gründer der Siedlung aus der syrischen Familie Goul (oder die syrische Urfamilie der „weißen Genuas“, mit dem Nachnamen Guli später) stammt, von der die Gemeinde ihren Namen hat.

## Lage und Umgebung

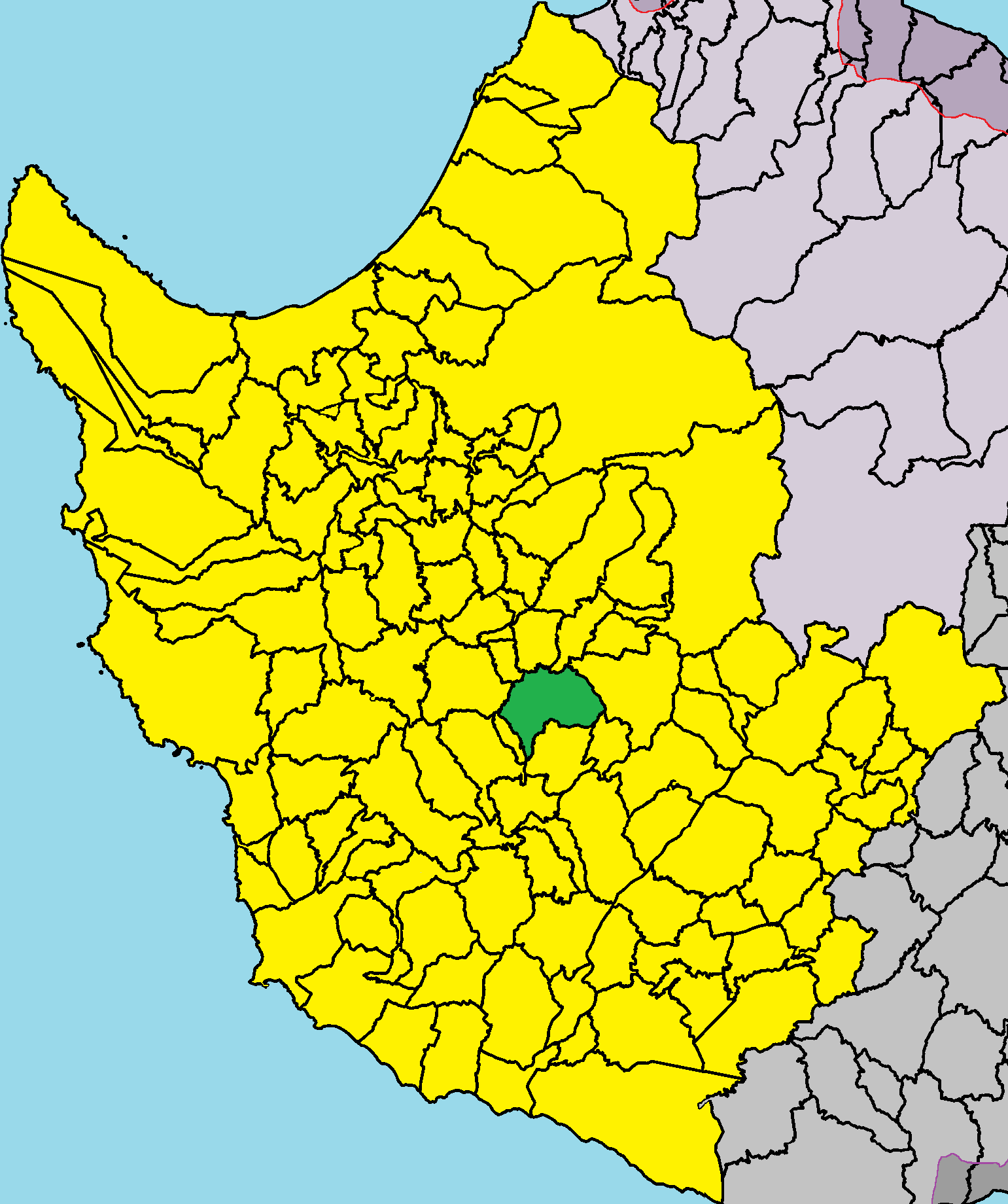
Lage im Bezirk Paphos

Choulou liegt im Westen der Mittelmeerinsel Zypern auf einer Höhe von etwa 350 Metern, etwa 25 Kilometer nordöstlich von Paphos, 77 Kilometer nordwestlich von Limassol und 130 Kilometer südwestlich von Nikosia. Es befindet sich östlich des Ezousa-Flusses und dessen Nebenfluss Chalaras. Das 11,6337 Quadratkilometer große Dorf grenzt im Norden an der Psathi, Agios Dimitrianos und Kannaviou, im Osten an Statos-Agios Fotios, im Süden an Falia und Lemona und im Westen an Kourdaka und Polemi. Das Dorf kann über die Straße E702 erreicht werden, einem Abzweig der B7.

## Geschichte

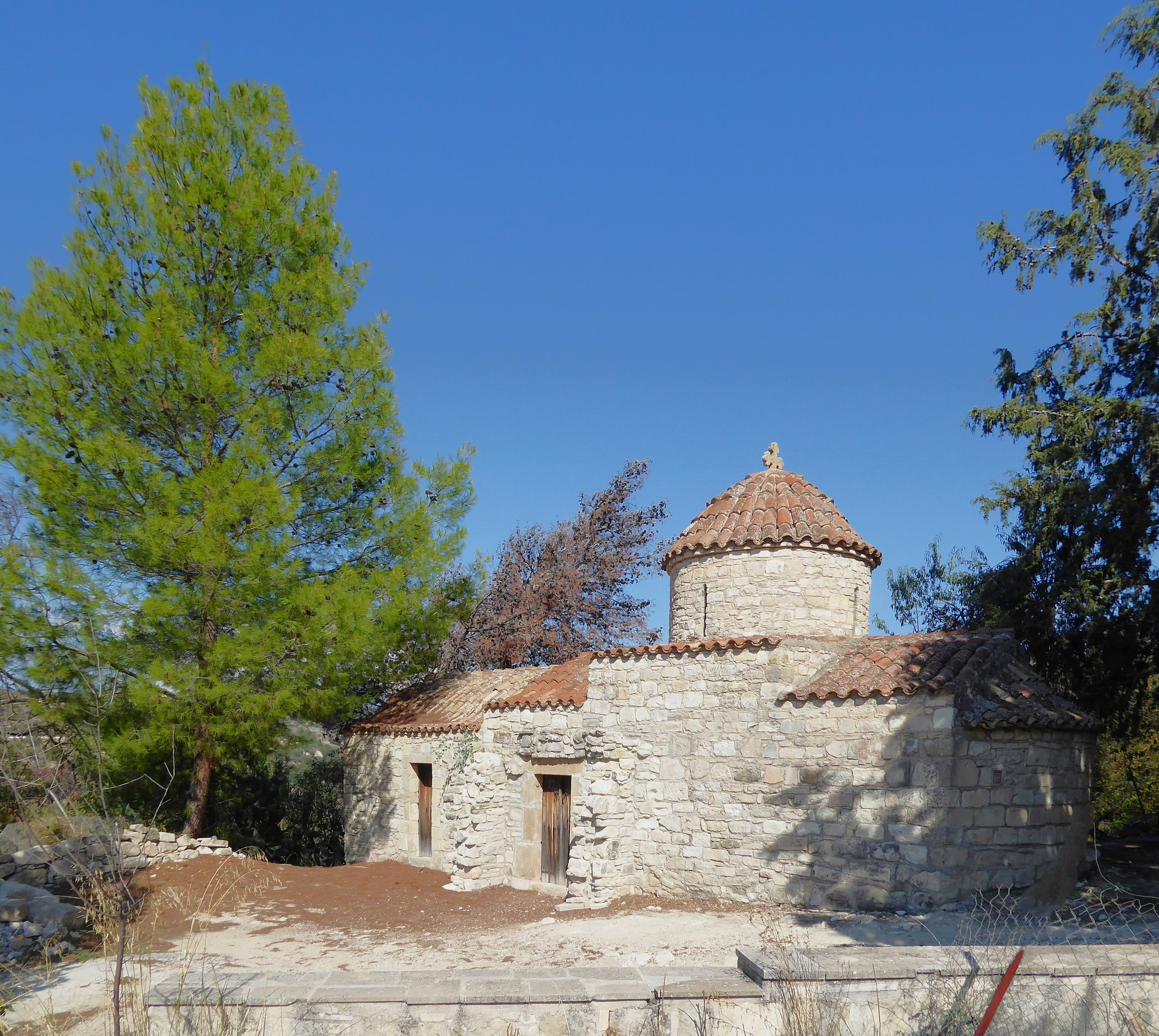
Byzantinische Kirche Agios Georgios

Das Dorf wurde in byzantinischer Zeit gegründet und war in fränkischer Zeit ein Lehen. Im Laufe der Zeit und nach der osmanischen Herrschaft (1571) entstand dort eine gemischte Siedlung mit Zyperngriechen und Zyperntürken. Nach dem Ausbrechen der interkommunalen Unruhen 1963 verließen die Zyperntürken allerdings das Dorf und zogen in die Nahe gelegenen Dörfer Axylou und Pitargou. Nach der türkischen Invasion 1974 zogen die verbliebenen Zyperntürken in die besetzten Gebiete Nordzyperns.

### Bevölkerungsentwicklung
| Jahr      | 1881 | 1891 | 1901 | 1911 | 1921 | 1931 | 1946 | 1960 | 1976 | 1982 | 1992 | 2001 | 2011 | 2021 |
| Einwohner | 434  | 457  | 557  | 605  | 621  | 621  | 820  | 806  | 522  | 422  | 269  | 190  | 147  | 120  |